# Bieniak Będlewski
Bieniak (Benedykt) Będlewski herbu Łodzia (zm. w 1450)  – chorąży poznański w 1438 roku, stolnik poznański w 1435 roku, starosta Mieściska przed 1445 roku.